# Reazione di prestance
La reazione di prestance o reazione di contegno è l'espressione posturale, mimica, o gestuale con cui un soggetto, in presenza dell'altro, esprime imbarazzo nelle relazioni sociali, o in situazioni terapeutiche. 
Si tratta di una forma di comunicazione non verbale, che assume un grande rilievo nello studio delle interazioni sociali. Per estensione, si parla di reazione di prestance anche per indicare l'espressione di un disagio relazionale che si esprime con mezzi di comunicazione diversi da quelli mimici, come ad esempio verbali o scritti. La reazione di prestance è stata definita da Henri Wallon come «il riflesso del personaggio che ciascuno porta in sé, nei riguardi di ciascun essere che si incontri»

## Effetti distorsivi
La reazione di prestance produce, in entrambi i casi, un effetto distorsivo (bias) della comunicazione. Di tale esito occorre tener conto nella formulazione degli approcci, nei diversi ambiti. Nella ricerca statistica, ad esempio, così come che nell'ambito terapeutico, vi è il concreto rischio che la formulazione poco attenta di certe domande possa indurre l'impressione, nell'interlocutore, che si stiano mettendo in gioco le sue capacità personali, il suo livello sociale, culturale, professionale, ecc., tutto questo indipendentemente dalle reali finalità dell'approccio. In questi casi si possono indurre indesiderate reazioni di prestance che portano a risposte deformate in favore di opzioni socialmente più gratificanti, riguardo ad argomenti come il livello e il profitto conseguito negli studi, spesso sopravvalutati, i livelli professionali e di reddito raggiunti, le preferenze e gli atteggiamenti culturali nei confronti di media culturali, come la lettura a confronto con la televisione o il cinema, ecc.

Il rimedio, in questi casi, consiste nel porre più domande sull'argomento, proposte da diverse angolature, cercando di cogliere l'incorrere dell'interlocutore in eventuali contraddizioni, di cui tener conto nella valutazione della risposta globale.